# Cobordismo

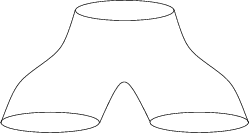
Un cobordismo. Qui è una superficie simile ad un paio di pantaloni, è la componente di bordo superiore (una circonferenza) e quella inferiore (due circonferenze).

In matematica, un cobordismo è una tripla di oggetti {\displaystyle (W,M,N)}, dove {\displaystyle W} è una
varietà differenziabile, il cui bordo è l'unione disgiunta delle due varietà {\displaystyle M} e {\displaystyle N}. In altre parole è
una varietà il cui bordo è diviso in due parti.